# Martin Schnippa
Martin Schnippa (* 1988 in Annaberg-Buchholz) ist ein deutscher Schauspieler.

## Leben
Martin Schnippa wuchs in einem kleinen Dorf in der Nähe von Weimar auf. Er studierte zunächst von 2007 bis 2013/14 Kulturwissenschaften und ästhetische Praxis an der Universität Hildesheim und schloss sein Studium mit Diplom ab.
Während seines Studiums spielte er in mehreren freien Theatergruppen.  In der Spielzeit 2011/12 spielte er als Gast am Deutschen Theater Göttingen. Mit der Produktion SOLDATEN – Ein szenisch-musikalischer Einsatzbericht wurde er zum „Best OFF–Festival Freier Theater der Stiftung Niedersachsen“ eingeladen. In der Spielzeit 2013/14 war er festes Ensemblemitglied am Düsseldorfer Schauspielhaus.  Er arbeitete dort außerdem im Theaterbetrieb mit, war für die Gestaltung des Abendspielplans mitverantwortlich und beendete dort seine Diplomarbeit im Fach Theaterwissenschaften. In Düsseldorf arbeitete er unter anderem mit Juliane Kann, Christian Weise, Ludwig Haugk und der freien Theatergruppe „vorschlag:hammer“ zusammen. Für die Spielzeit 2014/15 gehörte Schnippa als festes Ensemblemitglied dem Theater Heidelberg an.
Ab 2015 besuchte er diverse Coachings und Weiterbildungen in den Bereichen Schauspiel, Regie und Drehbuch, u. a. bei Hanfried Schüttler am Filmhaus Babelsberg. 2015–2016 trat er am BAT Berlin auf. 2017 spielte er den Deutschrussen Andrei Iwanowitsch Stolz in Oblomow in einer Produktion auf Kampnagel. Mit dieser Produktion gastierte er im April 2017 auch an der Volksbühne Berlin.
Schnippa wirkte in mehreren Kurzfilmen, Hochschulfilmen und Diplomfilmen mit. Seine erste Fernseharbeit war eine Episodenrolle in der Kinderserie Ein Engel für alle (2015). Im September 2017 war er in der ZDF-Serie Die Chefin in einer Episodennebenrolle zu sehen; er spielte Jens Stöhr, einen kriminellen Drogensüchtigen, der Crystal Meth konsumiert. Im September/Oktober 2017 war Schnippa in der Fernsehserie Rote Rosen in mehreren Folgen einer Seriennebenrolle als Archäologiestudent Florian Peters zu sehen. In der 2. Staffel der TV-Serie Das Boot (ab April 2020) war er in einer durchgehenden Serienrolle als U-Boot-Offizier Dieter Weber zu sehen.
Schnippa lebt in Berlin. Sein Hobby ist Radfahren, mit einem alten Vintage-Fahrrad aus den 1970er Jahren.

## Filmografie (Auswahl)
- 2015: Ein Engel für alle: Halloween (Fernsehserie, eine Folge)
- 2017: Die Chefin: Prager Kristalle (Fernsehserie, eine Folge)
- 2017: Rote Rosen (Fernsehserie; Serienrolle)
- 2018: Die Pfefferkörner (Fernsehserie, eine Folge)
- 2018: Was uns nicht umbringt
- 2020: Das Boot (Fernsehserie, Serienrolle)
- 2020: Das Unwort (Fernsehfilm)
- 2023: Mordsschwestern – Verbrechen ist Familiensache: Ruby (Fernsehserie, eine Folge)
- 2024: SOKO Hamburg: Der letzte Atemzug (Fernsehserie, eine Folge)
- 2024: WaPo Bodensee: Ein tödlicher Augenblick (Fernsehserie, eine Folge)